# ولمپلیم
ولمپلیم (به انگلیسی: Velampalayam) یک زیستگاه انسانی در هند است که در تامیل نادو واقع شده‌است.

## خصوصیات
ولمپلیم ۸۷٬۴۲۷ نفر جمعیت دارد.